# Трест
Трест (от англ. trust) — одна из форм монополистических объединений, в рамках которой участники теряют производственную, коммерческую, а порой даже юридическую самостоятельность. Реальная власть в тресте сосредотачивается в руках правления или главной (головной) компании.

## Определение
Согласно БСЭ трест — это форма монополистического объединения, в которой предприятия теряют свою коммерческую и производственную самостоятельность и подчиняются единому управлению.

## Тресты в США
Первый в США трест (1879 год) — Standard Oil Рокфеллера.

## Тресты в РСФСР и СССР

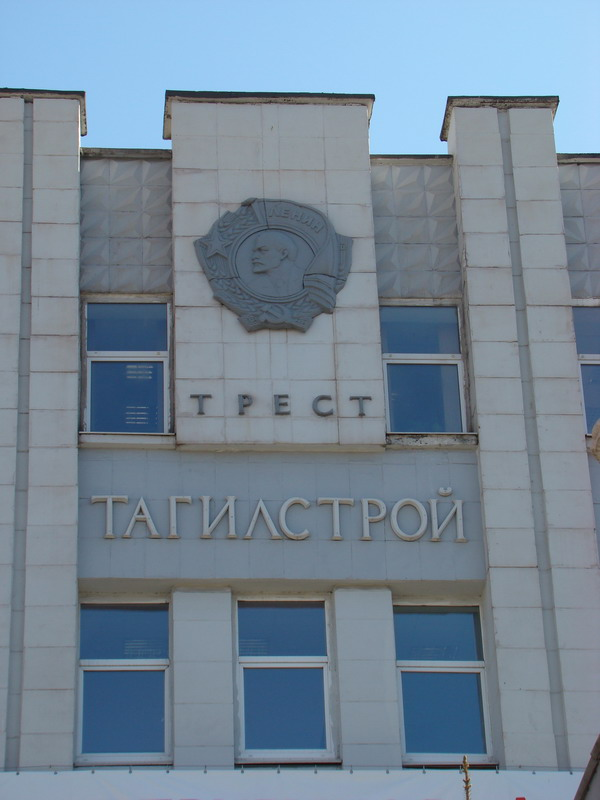
Трест Тагилстрой-1

В РСФСР и позднее в СССР тресты создавались в рамках Новой экономической политики как объединения государственных предприятий одной отрасли, действовавшие на принципах хозрасчёта. Декрет ВЦИК и СНК РСФСР от 10 апреля 1923 определял трест следующим образом:

… государственное промышленное предприятие, которому предоставлена самостоятельность в производстве своих операций согласно утверждённому для них уставу и которое действует на началах коммерческого расчёта с целью извлечения прибыли.

С точки зрения государственного управления промышленностью, трест рассматривался советскими властями как государственный орган, функция которого заключалась в контроле за рыночными процессами. Этот подход к деятельности трестов был документально оформлен в соответствующих руководящих документах — в частности, в «Типовом положении о трестах», уставах трестов и т. п. Государство в свою очередь осуществляло по отношению к трестам надзорно-контролирующие функции. Тресты обладали определённой степенью экономической свободы в части принятия решений о том, что производить и где и кому реализовывать свою продукцию. Вместе с тем, каждый трест был обязан выполнять государственные задания и предоставлять государству и кооперативным организациям преимущественное право, при прочих равных условиях, покупки продукции треста. Предприятия, входившие в трест, как правило, снимались с государственного снабжения и закупали сырье на рынке. Законом предусматривалось, что «государственная казна за долги трестов не отвечает».
К концу 1922 года около 90 % промышленных предприятий были объединены в 421 трест. К лету 1923 года насчитывалось 478 трестов, из которых только 40 % относились к ведению ВСНХ СССР и иных центральных органов управления, а остальные — местного подчинения. На предприятиях трестов работало 5/6 всего числа рабочих государственной промышленности. В целом в СССР преобладали мелкие тресты: 63 % их общего числа объединяли в среднем около семи предприятий и 359 рабочих, тогда как крупные тресты (13—14 предприятий и 12,5 тыс. рабочих) составляли всего 11 % и были сосредоточены в текстильной и металлургической промышленности. Не менее 20 % прибыли тресты должны были направлять на формирование резервного капитала до достижения им величины, равной половине уставного капитала (вскоре этот норматив снизили до 10 % прибыли до тех пор, пока он не достигал трети первоначального капитала). Резервный капитал использовался для финансирования расширения производства и возмещения убытков хозяйственной деятельности. От размеров прибыли зависели премии, получаемые членами правления и рабочими треста. К примеру, в состав образованного в 1922 году Свердловского горно-металлургического треста входило более 20 металлургических заводов, рудники, торфяники и заводские лесосеки. При тресте действовало 6 совхозов по выращиванию зерновых культур и овощей. Общее число работающих на предприятиях треста составляло 9 тысяч человек, а уставной капитал в середине 1923 года оценивался в 28,3 млн золотых рублей.
Тресты объединялись в синдикаты — добровольные кооперативные объединения трестов, занимавшиеся снабжением, сбытом готовой продукции, кредитованием, внешнеторговыми операциями. К концу 1922 года 80 % трестированной промышленности было синдицировано, а к началу 1928 года в СССР насчитывалось 23 синдиката, которые действовали почти во всех отраслях промышленности, сосредоточив в своих руках основную часть оптовой торговли. Правление синдикатов избиралось на собрании представителей трестов. Тресты обладали свободой в части определения доли своего снабжения и сбыта, передаваемого в ведение синдиката.
«Положение о государственных промышленных трестах» от 29 июня 1927 года и совместный декрет ЦИК СССР и СНК СССР от 27 июля того же года предусматривали предоставление государственным предприятиям большей самостоятельности путём внедрения в их деятельность хозяйственного расчёта. Однако массовое внедрение хозрасчёта не было реализовано и реформа управления промышленностью пошла в сторону усиления централизованного административного управления и свёртывания рынка, что привело к снижению эффективности производства на предприятиях. К середине 1-й пятилетки (1929—1934) тресты превратились в промежуточное звено административного управления.
Трест, как форма объединения родственных по виду деятельности предприятий продолжал применяться до конца существования СССР, особенно в области капитального строительства и монтажа оборудования. Эти тресты однако не имели управленческих функции в системе государственного управления СССР, и их экономическая деятельность целиком подчинялась союзным и республиканским министерствам и государственным комитетам.
После распада СССР некоторые приватизированные, а также вновь созданные строительные компании часто в своём названии содержат слово «трест», как, например, «Союзстройтрест» или «Строительный трест № 10», но к их названиям добавлялась форма собственности (ЗАО, ОАО, ООО).